# Jörg Blobelt

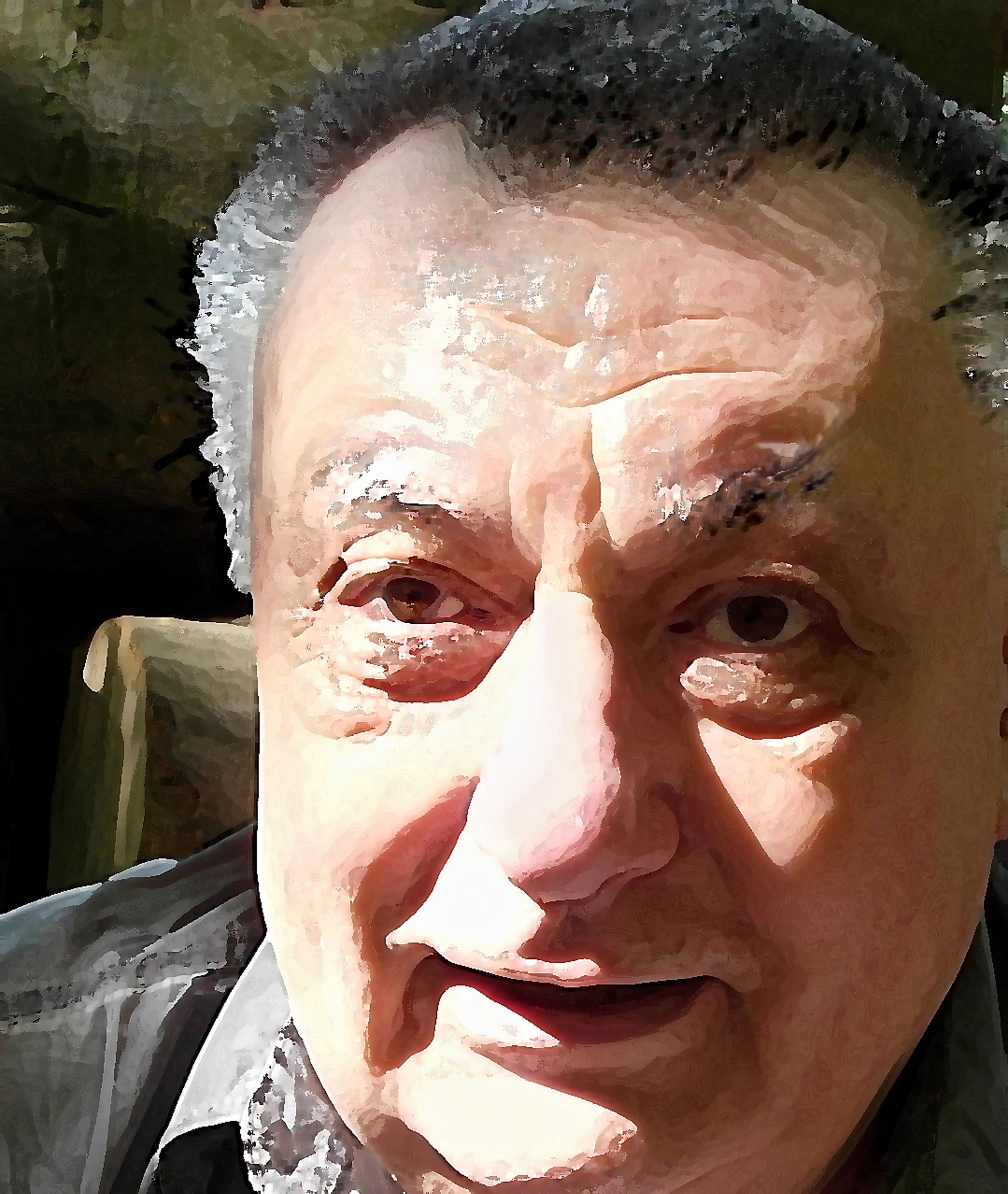
Jörg Blobelt

Jörg Blobelt (* 1949) ist ein deutscher Architekt sowie Architektur- und Landschaftsfotograf.

## Leben
Jörg Blobelt studierte Architektur an der Technischen Universität Dresden. Dort wurde er 1980 mit der Dissertationsschrift Grundlagen zur Optimierung des mehrgeschossigen industriellen Wohnungsbaues aus der Sicht der Grundrißgeometrie unter besonderer Beachtung des Materialverbrauchs promoviert. Blobelt übernahm dann eine Tätigkeit an der Dresdner Außenstelle der Bauakademie der DDR. Seit 1990 arbeitet er als selbstständiger Architekt in Dresden.
Parallel zu diesen Tätigkeiten fotografierte Blobelt Architektur und Landschaften und baute so ein Archiv aus über 70.000 Aufnahmen auf. Seine Bilder wurden in einer Reihe von Büchern, insbesondere in Zusammenarbeit mit dem Kunsthistoriker Matthias Donath, publiziert. Er ist unter seinem Klarnamen bei Wikimedia Commons aktiv und stellt dort seit 2017 seine Aufnahmen der Öffentlichkeit zur Verfügung (bis Anfang 2023 über 20.000).

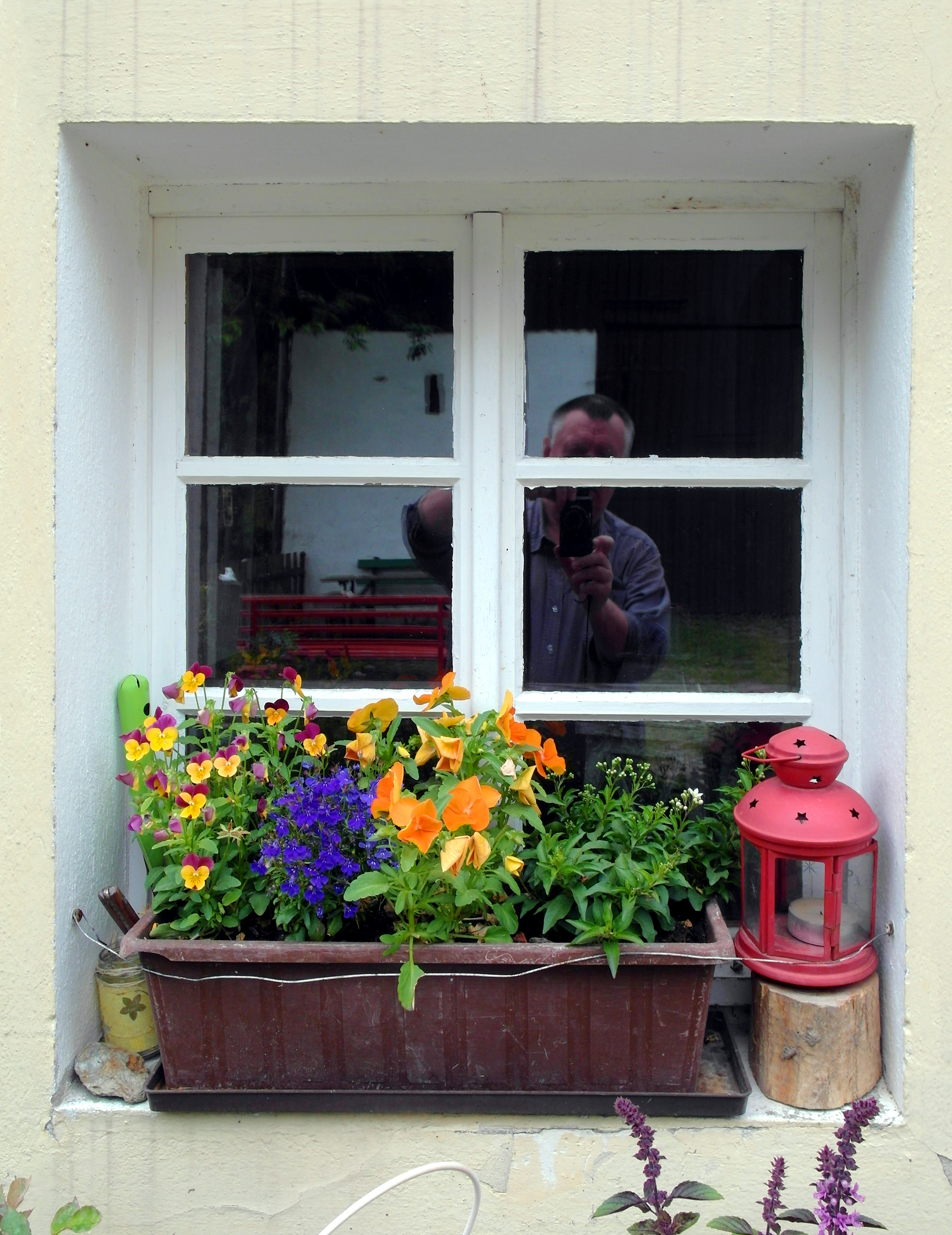
Blobelt beim Fotografieren
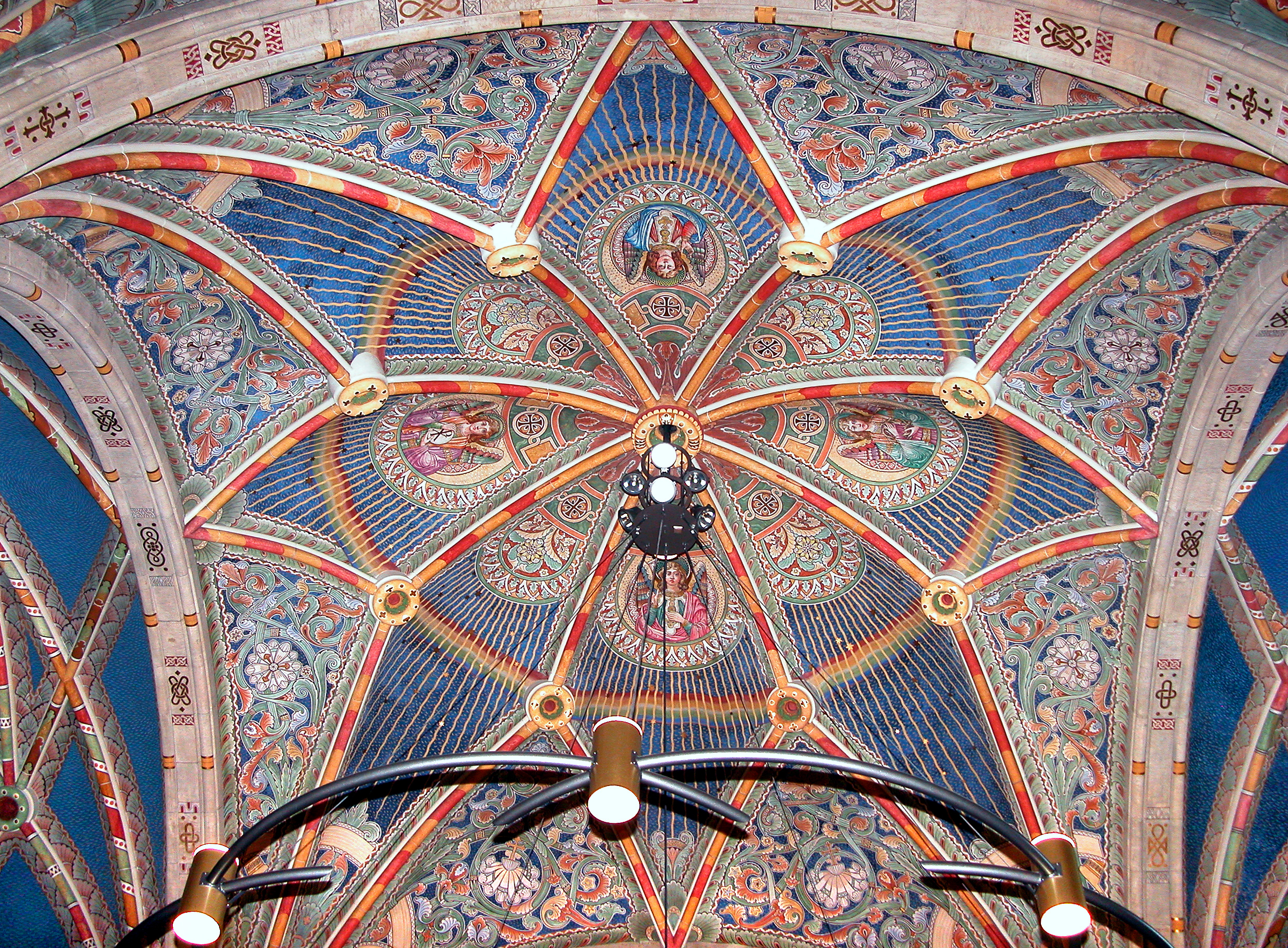
Garnisonkirche St. Martin Dresden, aufgenommen von Jörg Blobelt 2007

## Werke als Fotograf (Auswahl)
- Altes & neues Dresden: 100 Bauwerke erzählen Geschichten einer Stadt. Ed. Sächsische Zeitung, Dresden 2007.
- Engel im Hausflur: Dekorationskunst in Dresdner Wohnhäusern. Ed. Sächsische Zeitung, Dresden 2009.
- zusammen mit Matthias Donath: Sächsisches Elbland. (=Kulturlandschaften Sachsens. Band 1.) Ed. Leipzig, Leipzig 2009, ISBN 978-3-361-00639-3.
- zusammen mit Matthias Donath: Sächsisches Weinland. Elbland, Meißen 2010, ISBN 978-3-941595-09-5.
- Evangelische Kirchen im Kirchenbezirk Leisnig-Oschatz. Evangelisch-Lutherischer Kirchenbezirk Leisnig-Oschatz, Leisnig 2011.